# NGC 4683
NGC 4683 és una galàxia lenticular barrada situada a uns 170 milions d'anys llum de distància a la constel·lació de Centaure. Va ser descoberta per l'astrònom John Herschel el 8 de juny de 1834. NGC 4683 és un membre del cúmul de Centaure.